# Calle Bergström (ishockeyspelare)
Calle Oskar Bergström, född den 20 mars 1976, är svensk ishockeyspelare. Bergström är uppvuxen och fostrad inom Valbo AIF. Han tillhörde det då mycket framgångsrika 76-laget från Valbo AIF Hockey under ledning av bland annat Sune Bergström (Calles far).
Redan 1995 gick Calle över till Team Gävle HF som då spelade i Division 1. Efter Team Gävle har det blivit en hel del klubbar på hög nivå för. Säsongen 2003/2004 var han med om att föra Mora IK upp i Elitserien.
Efter 4 säsonger i Mora IK, varav 2 i Elitserien, så gick Bergström vidare till Duisburg för spel i den högsta tyska ligan. Under tiden i Tyskland passade Calle på att gifta sig med Lisa Smith från Älvdalen. Vigseln ägde rum i Svenska Kyrkan i Frankfurt .Säsongen senare 2007/2008 spelade Calle i högsta ligan i Italien, Brunico.
2008-09 blev han fransk mästare med Grenoble.
Under samma säsong blev dessutom Grenoble både fransk cup-mästare och mästare i Cupen.
2009-10 spelade han i allsvenska laget Örebro.
2010-11 blev det återigen ett besök i Frankrike nämligen i Rouen. Dessutom vann Rouen ligan och Cupen.

## Statistik
| Säsong    | Lag                    | Liga        | GP | G  | A  | TP | PIM |
| --------- | ---------------------- | ----------- | -- | -- | -- | -- | --- |
| 1995-1996 | Team Gävle             | Division 1  | 15 | 1  | 7  | 8  | 10  |
| 1997-1998 | Falu IF                | Division 1  | 3  | 1  | 1  | 2  | 6   |
|           | Östervåla              | Division 1  | 21 | 1  | 1  | 2  | 4   |
| 1998-1999 | Oskarshamn             | Division 1  | 7  | 2  | 0  | 2  | 6   |
|           | Troja-Ljungby          | Division 1  | 23 | 0  | 1  | 1  | 8   |
| 1999-2000 | Arboga                 | Allsvenskan | 46 | 10 | 6  | 16 | 26  |
| 2000-2001 | Oskarshamn             | Allsvenskan | 38 | 7  | 11 | 18 | 44  |
| 2001-2002 | Tingsryd               | Allsvenskan | 46 | 7  | 15 | 22 | 38  |
| 2002-2003 | Mora                   | Allsvenskan | 41 | 9  | 10 | 19 | 60  |
| 2003-2004 | Mora                   | Allsvenskan | 46 | 12 | 13 | 25 | 42  |
| 2004-2005 | Mora                   | Elitserien  | 47 | 4  | 9  | 13 | 8   |
| 2005-2006 | Mora                   | Elitserien  | 43 | 2  | 1  | 3  | 20  |
| 2006-2007 | Duisburg               | DEL         | 49 | 5  | 11 | 16 | 109 |
| 2007-2008 | Val Pusteria (Brunico) | 41          | 11 | 29 | 28 |    |     |